# Bridget Jones (Filmreihe)
Bridget Jones ist eine bislang vierteilige Filmreihe einer amerikanisch-britischen Romantikkomödie, die auf den Romanen und Kolumnen der Autorin und Journalistin Helen Fielding basieren.

## Filme
| Jahr | Deutscher Titel                          | Originaltitel                      | Regie          | Laufzeit |
| ---- | ---------------------------------------- | ---------------------------------- | -------------- | -------- |
| 2001 | Bridget Jones – Schokolade zum Frühstück | Bridget Jones’ Diary               | Sharon Maguire | 97 Min.  |
| 2004 | Bridget Jones – Am Rande des Wahnsinns   | Bridget Jones – The Edge of Reason | Beeban Kidron  | 104 Min. |
| 2016 | Bridget Jones’ Baby                      | Bridget Jones’s Baby               | Sharon Maguire | 123 Min. |
| 2025 | Bridget Jones – Verrückt nach ihm        | Bridget Jones: Mad About the Boy   | Michael Morris | 125 Min. |

### Bridget Jones – Schokolade zum Frühstück
Bridget Jones ist frustriert, da sie über 30 Jahre alt und immer noch Single ist. Sie lernt den Rechtsanwalt Mark Darcy kennen, den sie jedoch zunächst für einen Langweiler hält. Kurz danach verliebt sich Bridget in ihren Chef Daniel Cleaver. Da dieser sie jedoch betrügt, kommen sich Bridget und Mark näher.

### Bridget Jones – Am Rande des Wahnsinns
Bridget und Mark sind ein Paar, sie bekommt jedoch von Marks Kollegin Rebecca Konkurrenz. Sie beendet die Beziehung zu Mark, weil er Bridget noch immer keinen Heiratsantrag gemacht hat. Bridget kommt Daniel Cleaver wieder näher als beide aus geschäftlichen Gründen zusammen nach Thailand reisen. Dort findet die Polizei in ihrem Gepäck Kokain, woraufhin sie ins Gefängnis kommt. Mark alarmiert die britische Regierung und sorgt für ihre Freilassung. Zurück in England findet Bridget heraus, dass Rebecca lesbisch ist und Mark macht er ihr den lang ersehnten Heiratsantrag.

### Bridget Jones’ Baby
Die Beziehung zu Mark ist beendet und Bridget ist wieder Single. Anlässlich der Beerdigung von Daniel Cleaver treffen sich beide wieder. Mark ist in Begleitung von seiner Frau, mit der er jedoch in Scheidung lebt. Kurz danach lernt Bridget den erfolgreichen Amerikaner Jack Qwant kennen, in den sie sich verliebt. Es entbrennt ein Konkurrenzkampf zwischen beiden Männern, angefacht von der Tatsache, dass Bridget von einem von beiden schwanger ist. Am Ende entscheidet sie sich für Mark, der auch der Vater des Kindes ist.

### Bridget Jones – Verrückt nach ihm
Nach dem Tod ihres Mannes Mark Darcy kümmert sich Bridget Jones als alleinerziehende Mutter um ihre beiden Kinder. Sie lernt den jüngeren Roxster McDuff kennen und trifft auf Scott Wallaker, einen Lehrer ihres Sohnes.

## Einspielergebnisse und Rezeption
| Jahr   | Titel                                    | Einspielergebnisse (weltweit) in US-Dollar | Budget in US-Dollar | Rotten Tomatoes | Metacritic |
| ------ | ---------------------------------------- | ------------------------------------------ | ------------------- | --------------- | ---------- |
| 2001   | Bridget Jones – Schokolade zum Frühstück | 281.929.795                                | 025 Mio.            | 80 %            | 66/100     |
| 2004   | Bridget Jones – Am Rande des Wahnsinns   | 265.126.918                                | 040 Mio.            | 27 %            | 44/100     |
| 2016   | Bridget Jones’ Baby                      | 211.952.420                                | 035 Mio.            | 78 %            | 59/100     |
| 2025   | Bridget Jones – Verrückt nach ihm        | 89.756.000                                 | 050 Mio.            | 89 %            | 72/100     |
| Gesamt | Gesamt                                   | 848.765.133                                | 150 Mio.            |                 |            |

Die ersten beiden Filme der Bridget-Jones-Reihe wurden mehrere Male für bedeutende Auszeichnungen nominiert. Colin Firth gewann 2001 den Europäischen Filmpreis, Renée Zellweger war 2002 und 2005 für den Golden Globe und 2002 für den Oscar als Beste Hauptdarstellerin nominiert.
Die Produzenten gewannen 2002 den Empire Award für den besten britischen Film; die Drehbuchautoren und Hugh Grant gewannen 2002 den Evening Standard British Film Award. Im selben Jahr wurden Firth und Zellweger für den BAFTA Award nominiert.

## Wiederkehrende Figuren
| Figur            | Darsteller                                      | Darsteller                                    | Darsteller                 | Darsteller                               | Synchronsprecher                       |
| Figur            | Bridget Jones – Schokolade zum Frühstück (2001) | Bridget Jones – Am Rande des Wahnsinns (2004) | Bridget Jones’ Baby (2016) | Bridget Jones – Verrückt nach ihm (2025) | Synchronsprecher                       |
| ---------------- | ----------------------------------------------- | --------------------------------------------- | -------------------------- | ---------------------------------------- | -------------------------------------- |
| Bridget Jones    | Renée Zellweger                                 | Renée Zellweger                               | Renée Zellweger            | Renée Zellweger                          | Ranja Bonalana                         |
| Daniel Cleaver   | Hugh Grant                                      | Hugh Grant                                    |                            | Hugh Grant                               | Patrick Winczewski                     |
| Marc Darcy       | Colin Firth                                     | Colin Firth                                   | Colin Firth                | Colin Firth                              | Tom Vogt                               |
| Pamela Jones     | Gemma Jones                                     | Gemma Jones                                   | Gemma Jones                | Gemma Jones                              | Regine Albrecht Katharina Lopinski A B |
| Colin Jones      | Jim Broadbent                                   | Jim Broadbent                                 | Jim Broadbent              | Jim Broadbent                            | Reinhard Kuhnert                       |
| Dr. Rawlings     |                                                 |                                               | Emma Thompson              | Emma Thompson                            | Monica Bielenstein                     |
| Sharon “Shazzer” | Sally Phillips                                  | Sally Phillips                                | Sally Phillips             | Sally Phillips                           | Anke Reitzenstein                      |
| Jude             | Shirley Henderson                               | Shirley Henderson                             | Shirley Henderson          | Shirley Henderson                        | Dorette Hugo                           |
| Tom              | James Callis                                    | James Callis                                  | James Callis               | James Callis                             | David Nathan                           |